# Sclerosperma profizianum
Sclerosperma profizianum är en enhjärtbladig växtart som beskrevs av Valk. och Sunderl. Sclerosperma profizianum ingår i släktet Sclerosperma och familjen Arecaceae. Inga underarter finns listade i Catalogue of Life.